# Stenoporpia pulchella
Stenoporpia pulchella är en fjärilsart som beskrevs av Grossbeck 1909. Stenoporpia pulchella ingår i släktet Stenoporpia och familjen mätare. Inga underarter finns listade i Catalogue of Life.